# Giorgi Iluridze
Giorgi Iluridze (in georgiano გიორგი ილურიძე?; Tbilisi, 20 febbraio 1992) è un ex calciatore georgiano, di ruolo attaccante.